# Humedales de Tláhuac

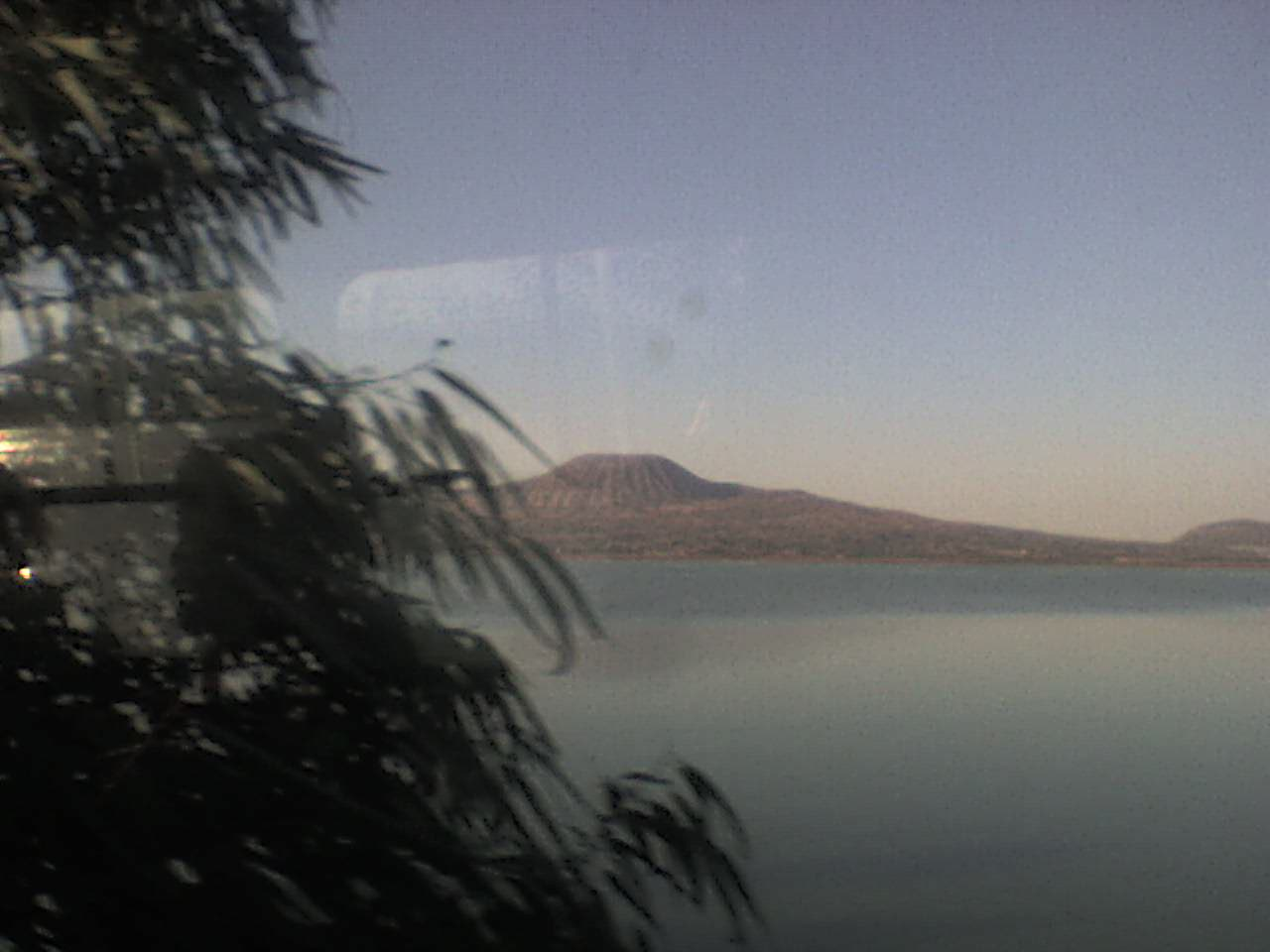
Nuevo lago de Chalco.

Los Humedales de Tláhuac se localizan en una zona compartida por la delegación Tláhuac, de la Ciudad de México, y el municipio de Valle de Chalco Solidaridad, del estado de México. Se trata de una de las pocas reservas de agua que quedan en el valle de México. Forman parte del antiguo sistema de lagos de la cuenca de México, y más específicamente, son un remanente del lago de Chalco. Dependiendo de las condiciones climatológicas, la extensión del humedal alcanza entre 400 y 800 hectáreas. Es el refugio de más de 25 especies de animales, entre aves, mamíferos, reptiles y peces. 
Debido al crecimiento de la zona urbana de la Ciudad de México, los humedales de Tláhuac se encuentran en peligro de desecarse. Por una parte, son amenazados por los fraccionamientos ilegales de estas tierras, declaradas zonas de protección ecológica en 1986. Por el otro, la explotación de los recursos hídricos con fines de irrigación o abastecimiento de agua a la ciudad han reducido la extensión de la zona de humedal. La fauna de la zona es objeto de depredación, especialmente las especies piscícolas y las aves.